# Letov Š-12
O Letov Š-12 foi um caça construído pela Letov no início da década de 1920.

## Projeto
O Letov Š-12 era um caça de alta altitude e único assento, desenhado por Alois Šmolík, que seguiu os trabalhos de seu protótipo do Š-3. O Š-12 utilizava a mesma fuselagem do biplano Š-4, mas com uma asa completamente nova, tendo efetuado seu primeiro voo em 1924. A Força Aérea Checoslovaca utilizou o único protótipo produzido, mas não foi produzido em massa.